# Ich zähmte die Wölfin: Die Erinnerungen des Kaisers Hadrian
Ich zähmte die Wölfin: Die Erinnerungen des Kaisers Hadrian ist ein 1951 erschienener historischer Roman der belgisch-französischen Schriftstellerin Marguerite Yourcenar (Originaltitel: Mémoires d’Hadrien). Das Buch hat die Form eines in sechs Abschnitte gegliederten langen Briefes, in dem der seinen Tod erwartende römische  Kaiser Hadrian seinem Adoptiv-Enkel und designierten Zweitnachfolger Mark Aurel seine Erfahrungen, Ansichten und Befindlichkeiten sowie eine Bilanz seines Lebens, Strebens und Wirkens aus privat-persönlicher Sicht vorlegt. Die nicht überlieferten Empfindungen aus Hadrians Innenleben und seine Eindrücke vom Zeitgeschehen schöpfte Yourcenar aus der Einfühlung in die Lebenslagen und imaginierten Reflexionen des Kaisers.
Das in Rezensionen gefeierte, in zahlreiche Sprachen übersetzte und von Literaten wie Thomas Mann oder William Styron hoch geschätzte Werk begründete Yourcenars internationale Bekanntheit und ihren Ruf als bedeutende französische Schriftstellerin und Stilistin. Mit ihren, späteren Ausgaben im Anhang beigegebenen, Notizen und Anmerkungen zur Entstehung des Buches beeinflusste Yourcenar auch die Rezeption und Werkinterpretation ihrer Hadrian-Memoiren. Auf Deutsch erschien das Werk erstmals 1953.

## Entstehungszusammenhänge
Die Idee zu einer Auseinandersetzung mit der Lebenswelt des Kaisers Hadrian war der zwanzigjährigen Yourcenar bereits 1924 beim Erstbesuch in der Villa Adriana gekommen. Bis 1929 unternahm sie dazu mehrere schriftstellerische Anläufe, unter anderem eine Dialogfassung. Sie fand aber weder einen Verlag dafür, noch genügten diese Arbeiten ihren eigenen Ansprüchen. Im Rückblick notierte Yourcenar: „Auf jeden Fall war ich zu jung. Es gibt Bücher, an die man sich erst heranwagen darf, wenn man die Vierzig überschritten hat. Vorher läuft man Gefahr die großen natürlichen Grenzen zu übersehen, die von Mensch zu Mensch, von Jahrhundert zu Jahrhundert durch die unendliche Vielfalt der Wesen gehen […] Ich brauchte diese Jahre, um die Entfernung zwischen dem Kaiser und mir richtig einschätzen zu lernen.“
Anlass der Wiederaufnahme des Hadrian-Projekts war ein knapp fünfseitiger Manuskriptfund beim Auspacken eines Koffers, den Yourcenar 1939 nach Ausbruch des Zweiten Weltkriegs in einem Schweizer Hotel hinterlassen hatte und der ihr zur Jahreswende 1948/49 in die USA nachgesendet worden war. Nachdem sie die dem Manuskript vorangestellte Anrede „Mein lieber Marcus…“ schließlich mit Kaiser Mark Aurel verbunden hatte, war auch der Bezug zu ihren früheren Vorarbeiten zu Hadrian klar. Damit war der Anstoß zu einer völligen Neufassung gegeben. Aus dem vorgefundenen Manuskript blieb nur ein einziger Satz erhalten: „Ich gewahre allmählich die Konturen meines Todes.“
Was Yourcenar schon in jungen Jahren an dem Zeithorizont interessiert hatte, in dem sich Kaiser Hadrian bewegte, erläuterte sie in den Notizen zur Entstehung des Buches mit einem Rückgriff auf eine Bemerkung Flauberts: „Als es die Götter nicht mehr gab und Christus noch nicht, war zwischen Cicero und Marc Aurel ein einmaliger Augenblick entstanden, in dem der Mensch für sich existierte.“ An anderer Stelle ergänzte sie: „Dieses 2. Jahrhundert reizt mich, weil es für eine sehr lange Zeit jenes der letzten freien Menschen war.“ Hadrians persönliches Glück oder Missgeschick wiederum wären Yourcenar nach eigenem Bekunden weniger wichtig gewesen, wenn er „der Welt nicht den Frieden erhalten und die Wirtschaft des Landes belebt“ hätte.

## Yourcenars Bild von Hadrian
In Gesprächen, die Yourcenar mit dem Literaturkritiker und Schriftsteller Matthieu Galey 1979 führte und die dieser anschließend unter dem Titel Les yeux ouverts publizierte, skizzierte sie unter anderem das Bild, das sie sich aufgrund ihres Quellenstudiums und eigener Reflexionen von Kaiser Hadrian gemacht hatte.
Yourcenar betrachtet Hadrian nicht als einen Menschen, der von Anbeginn begünstigt gewesen sei. Vielmehr sei er recht langsam auf seinen Weg gelangt. Im Alter von 15 bis 40 Jahren habe er allmählich alle Stationen der militärischen und zivilen Laufbahn passiert. Vorsichtig und gut beraten habe er Domitians autokratische Herrschaft unbeteiligt abgewartet und unter dessen Nachfolgern 15 Jahre in kriegerischen Feldzügen verbracht, bevor er, selbst zur Herrschaft gelangt, den Krieg gegen die Parther beendet und Frieden für das Römische Reich hergestellt habe. Er habe es samt Provinzen mit seltener Intelligenz und Geschicklichkeit erneuert und reformiert, habe die Wirtschaft vorangebracht und das Los der Sklaven erleichtert. Seine Gesetzgebung sei von den Ideen der griechischen Philosophen inspiriert gewesen, ohne dass er bei der Vermittlung griechischer Denkart und Kultur, die der griechischen Kunst neuerliche Entfaltungsmöglichkeiten verschafft habe, Zwang angewendet hätte.
Hadrian war in Yourcenars Augen auf besondere Weise hellsichtig („lucide“) und von großer Offenheit gegenüber fremden Welten, wie er sie bei den sogenannten Barbaren antraf, ohne dabei die Vorzüge der eigenen römischen außer Acht zu lassen. Für sie war Hadrian ein bedeutender Staatsmann und Kaiser von großer Bildung und Belesenheit.

## Darstellungskonzept und Gestaltungsmerkmale
In den nachgereichten Notizen zur Werkentstehung erläuterte Yourcenar ihre Absicht, ein bekanntes, abgeschlossenes und historisch in den Grenzen des Möglichen gesichertes Menschenleben so zu betrachten, „daß mit einem Schlag sein ganzer Bogen erfaßt wird.“ Das Persönlichkeitsbild eines Menschen ergebe sich aus drei kurvenreichen, „sich ins Unendliche verlängernden Linien, die ständig aufeinander zu und voneinander wegstreben: Der Mensch was er zu sein vermeinte, was er sein wollte und was er war.“ Der eigenen Zeitgebundenheit der Rekonstruktion, die jeder auf seine Weise zu bewerkstelligen habe, trug sie Rechnung. Doch sei es schon viel, dafür nur authentische Bruchstücke verwendet zu haben. Ihr ging es bei Hadrian darum, von innen her nachzuschaffen, was die Archäologen des 19. Jahrhunderts für die Außenwelt geleistet hatten. Zentraler Reflexionsort der Hadrian-Memoiren war die Villa Adriana, die sich für Yourcenar als ein ihr bekanntes Areal besonders dazu eignen mochte, den eigenen zeitlichen Abstand zu Hadrian kürzer zu empfinden und von dort aus die verschiedenen Erinnerungsbilder zu entwickeln.
Das historisch gesicherte Material stellte sich Yourcenar nicht sehr reichhaltig dar: Stationen der Laufbahn, Angaben zu diversen Aufenthalts- und Einsatzorten sowie die Reihe der Titel und Würden. Bekannt seien einige seiner Freunde, sein Unterstützer-Umfeld in Rom, einige Lebensumstände. Sie habe das alles zusammenzusetzen versucht, verbunden mit einer Wiederbelebung der Quellen mittels eigener Vorstellungskraft, ohne die jedes Dokument aus ihrer Sicht tot wäre. Für die durchgängige Ich-Form der Darstellung entschied sich Yourcenar nach eigenem Bekunden, „um möglichst jeglichen Vermittler auszuschalten, auch mich selbst. Hadrian war in der Lage, sicherer und scharfsinniger über sein Leben zu berichten als ich.“ Mitunter, wenn auch selten, habe ihr die Einfühlung vermittelt, dass der Kaiser log. „Ich ließ ihn dann lügen wie jedermann.“
Andererseits war sich Yourcenar der Vergeblichkeit jeglicher autobiographischen Rekonstruktion bewusst, so Brochard und Pinon, indem sie anmerkte, dass alles uns entgleitet, „alle und wir selbst“. Hätte sie ihr eigenes Dasein zu beschreiben, müsste dies gleichsam von außen her geschehen, wäre sie etwa auf Briefe und Erinnerungen anderer angewiesen. Vom flüchtigen eigenen Gedankenstrom bleibe „selten mehr als ein Mauerrest, ein Nebelfetzen.“ Darum suchte sie es so einzurichten, dass die Hadrian betreffenden Lücken in ihrem Text „übereinstimmen mit dessen eigenen möglichen Gedächtnislücken.“
Für die Entfaltung von Hadrians fingiertem Lebensrückblick in Briefform entschied sich Yourcenar nach eigenen Aussagen, weil sich andere Möglichkeiten wie Tagebuchaufzeichnungen oder Dialogisierung aus ihrer Sicht im historischen Kontext verboten: Intime Tagebücher neuzeitlicher Art seien bei den Römern nicht vorgekommen; und über die Art, wie sie miteinander sprachen, sei zu wenig bekannt. Deshalb habe sich die Briefform angeboten, wie sie beispielsweise auch in Abhandlungen Senecas zu finden sei. Ein entsprechend gestalteter Monolog sei ihr schließlich als geeignete Möglichkeit verblieben.
Der Briefcharakter des Textes kommt gleich eingangs in der Anrede Mark Aurels zum Ausdruck wie auch bei weiteren insgesamt 18 Direktansprachen des Adressaten. Angesichts des Gesamtumfangs der Ausführungen sind die zu Mark Aurel hergestellten Bezüge jedoch eher spärlich, wie Cécile Brochard und Esther Pinon in ihrem Kommentar zu den Hadrian-Memoiren anmerken. Mitunter tendiere man als Leser dazu, den brieflichen Rahmen zu vergessen, zumal gelegentlich Hadrians eigene Seele oder der verstorbene Antinoos direkt angesprochen werden. Dergestalt wandle sich der Brief teils zum Monolog oder zum inneren Dialog mit der Seele und wende sich dann von den Zeitumständen ab und hin zu einer Form von Universalität.

## Inhalte
Yourcenar hat ihr Werk zu den Erinnerungen Hadrians in sechs Teile gegliedert, die jeweils mit einer auf den Kaiser und seine Lebenswelt bezogenen lateinischen Überschrift versehen sind. Die vier großen, auf Leben und Wirken Hadrians gerichteten Memoiren-Kapitel sind von zwei kürzeren Abschnitten eingerahmt, in denen der Kaiser seine altersbedingt zunehmenden gesundheitlichen Beschwerden und Einschränkungen reflektiert und über das bevorstehende eigene Ende nachdenkt.
- Das erste Kapitel ist Animula vagula blandula überschrieben („Seele du, schweifende, zärtliche“) und bezieht sich auf ein überliefertes Gedicht Hadrians, dessen besagter Auftakt in drei Worten über der Grabkammer in dem für ihn erbauten Mausoleum stand.[19]
- Die Überschrift des zweiten Kapitels lautet Varius multiplex multiformis, bezieht sich auf Hadrian-Zuschreibungen in Epitome de Caesaribus bei Aurelius Victor und zielt auf Eigenschaften wie Vielseitigkeit, Vieldeutigkeit und Wandlungsfähigkeit.
- Der Titel des dritten Kapitels Tellus stabilita („Erde im Gleichgewicht“) war eine Münzinschrift in Hadrians Ära und stand für die Konsolidierung des Römischen Reiches nach Hadrians Friedensschluss mit den Parthern.
- Das vierte Kapitel ist Aureum saeculum überschrieben und steht als Goldenes Zeitalter aus Yourcenars Sicht für Hadrians glücklichste Jahre.
- Die Überschrift Disciplina augusta („kaiserliche Disziplin“) für das fünfte Kapitel verweist auf Hadrians standhafte Herrschaftsausübung in beschwerlicherer Lage.
- Der Titel des Schlusskapitels (Patientia) steht für Leidensgeduld in Erwartung des eigenen Todes.

### Animula vagula blandula
Nach der Anrede Mark Aurels geht Yourcenars Hadrian sogleich auf die eigenen gesundheitlichen Probleme als sechzigjähriger, an Herzschwäche Leidender ein, für die er keine dauerhafte Abhilfe mehr erwartet. Zwar sei er ärztlich besser versorgt als irgendjemand sonst, doch „die gesetzte Grenze überschreitet niemand. Meine geschwollenen Beine lassen mich während der langwierigen römischen Zeremonien im Stich, und ich ringe nach Luft. […] Je mehr aber die Krankheit fortschreitet, je mehr verringert sich die Ungewißheit über Ort, Zeit und Todesart, die uns an das Ziel verbirgt, dem wir unablässig entgegengehen. […] Wie der Reisende, der das Inselmeer durchschifft, die Uferlinie im Abenddunst aufleuchten sieht, sehe ich allmählich die Umrisse meines Todes Gestalt annehmen.“ Letztere Aussage war die einzige, die Yourcenar aus dem im Koffer 1948 wiedergefundenen Manuskript für ihre Neubearbeitung der Hadrian-Memoiren übernahm.
Weitere Reflexionen des Eingangskapitels betreffen zurückliegende Vergnügungen wie die Jagd zu Pferde, leibliche Genüsse und Aspekte der Lebensbilanz. Dem verbreiteten römischen Laster der Völlerei habe er nicht gefrönt, sich vielmehr beim Essen im Maßhalten geübt, ohne jedoch in ein betontes Asketentum zu verfallen. Sonst hätte er eine Ungeselligkeit gezeigt, die ihn zu sehr von den Menschen getrennt hätte. „Ein Herrscher genießt in diesen Dingen nicht dieselbe Bewegungsfreiheit wie ein Philosoph. Er darf nicht in allzu vielen Punkten vom gemeinsamen Brauch abweichen, und die Götter wissen, daß ich vielfach davon abwich, so sehr ich mir auch einbildete, daß es nicht jedem und nicht zu sehr auffiel.“ Die Liebe, findet Yourcenars Hadrian, sei unter allen menschlichen Spielen das einzige, das die Seele in ihrem Gleichmaß erschüttere, und das einzige, „bei dem der Spieler sich der Lust des Leibes blind überläßt.“ Unter den im Alter zunehmend vermissten Freuden findet sich auch der Schlaf, der allabendliche „Tauchsprung des nackten und wehrlosen Menschen in einen Ozean, in dem andere Farben und Gewichte gelten, in dem unser Atem anders geht und in dem uns die Toten begegnen.“
An den Adressaten Mark Aurel gerichtet stellt Hadrian einen wahrhaftigen Bericht über sich selbst in Aussicht, der anders als der für die Öffentlichkeit bestimmte Tatenbericht darauf verzichte, Dinge anstandshalber zurechtzubiegen. Als Mittel dazu sollen ihm das Selbststudium, die Menschenbeobachtung und die vielen gelesenen Bücher dienen, die sein Wissen womöglich stärker bereichert hätten als die eigenen wechselvollen Erfahrungen. Allerdings verfehlten sowohl Philosophen als auch Historiker mit ihren Schriftzeugnissen die Lebenswirklichkeit. „Sowenig ich in einer Welt ohne Bücher leben möchte, sowenig werde ich in ihnen die Wirklichkeit suchen, weil ich weiß, daß die ganze Wirklichkeit darin nicht Raum hat.“

### Varius multiplex multiformis
In diesem Kapitel geht es um Hadrians Erinnerungen von der Kindheit in einer spanischen Provinz des Römischen Reiches bis zur Erlangung der Kaiserwürde. Nach dem Tod seines Vaters kam er mit 12 Jahren für die weitere Ausbildung zu seinem Vormund Publius Acilius Attianus nach Rom, wo er eine besondere Vorliebe für die griechische Sprache entwickelte. Yourcenar lässt ihn bekennen: „Ich habe das Reich auf lateinisch regiert, und auf lateinisch soll meine Grabschrift in die Mauer meines Mausoleums am Tiberufer gemeißelt werden. Aber gedacht und gelebt habe ich auf griechisch.“ Nach dem Abschluss seiner militärischen Grundausbildung schickte ihn Attianus zu einem Studium unter anderem der Mathematik und der Heilkunst nach Athen. Dieser Aufenthalt, der ihn inspirierte und formte, mag in Rom als frühe Schwärmerei erschienen sein, blieb aber in Yourcenars Augen durch alle Lebensphasen hindurch wirksam.
Macht- und Herrschaftsstreben sind für Yourcenars Hadrian hauptsächlich als Mittel zur Erlangung eigener Freiheit bedeutsam, nicht als philosophisches Gut, sondern als auszuübende Kunst in stufenweiser Aneignung. „Nach Caesars Vorbild lernte ich, mehrere Texte gleichzeitig zu diktieren oder zu sprechen und dabei weiterzulesen. Ich fand das Mittel, die schwerste Aufgabe vollkommen zu lösen, ohne davon ganz in Anspruch genommen zu werden; oft versuchte ich sogar, vom körperlichen Druck der Müdigkeit ganz freizukommen. Außerdem sicherte ich mir die Freiheit abzuwechseln. Alle Empfindungen, Gedanken und Geschäfte mußten es sich gefallen lassen, jederzeit unterbrochen und wieder aufgenommen zu werden.“ Nach Qualifizierungsschritten im Rahmen der römischen Ämterlaufbahn wurde Hadrian mit militärischen Aufgaben betraut, bei denen er sich auszuzeichnen wusste. Dabei verfügte er über ein hohes Maß an körperlicher Robustheit. „Ein Gewaltmarsch von 20 Meilen zählte nicht, eine schlaflose Nacht wurde nur als Aufforderung betrachtet, nachzudenken. […] Wußte ich die köstlichen Tiefen des Bettes zu schätzen, so gefiel mir doch auch Härte und Duft der blanken Erde und die Unregelmäßigkeit, die jeder Teil der Erdoberfläche uns zumutet.“
Mit seinen militärischen Leistungen brachte Hadrian sich für eine künftige Herrscherrolle in Stellung. So war ihm auch besonders daran gelegen, seinem deutlich älteren Cousin und zweiten Vormund Trajan die Nachricht vom Tode des Kaisers Nerva als Erster zu überbringen, der Trajan adoptiert und ihn damit zu seinem Nachfolger bestimmt hatte. Trajan seinerseits vermied es aber bis an sein Lebensende, im Voraus einen Nachfolger zu bestimmen, sodass Hadrian mit seinen Ambitionen im Ungewissen verblieb. Es bedurfte schließlich des Zeugnisses von Trajans Frau Plotina, dass Trajan vor seinem Tode Hadrian adoptiert habe, um diesen als Kaiser zu legitimieren. Yourcenar verleiht der Beziehung zwischen Plotina und Hadrian in dessen Erinnerungen den Charakter einer Seelenverwandtschaft: „In dieser Lage erbarmte sich meiner der beste meiner guten Geister. Ich kannte die Kaiserin Plotina seit zwanzig Jahren. Wir kamen aus der gleichen Umgebung und waren etwa gleichaltrig. […] Sie kannte mich besser als irgendwer, und ich offenbarte ihr, was ich sonst sorgsam verhehlte, selbst heimliche Niedertracht. Gern möchte ich glauben, daß auch sie mir nur wenig verschwiegen hat. Die leibliche Gemeinschaft, die nie zwischen uns bestanden hat, wurde durch diesen Austausch zweier eng verwandter Seelen aufgewogen.“ Pinon und Brochard merken in ihrem Kommentar dazu an, man könne sich gut vorstellen, dass Marguerite Yourcenar sich – als neue Plotina – ohne weiteres mit dieser Denkart habe identifizieren können.
Noch während Hadrians einjährigem Fernbleiben von Rom beim Heer nach Erlangung der Kaiserwürde wurden seine vier mächtigsten Widersacher im Senat auf Veranlassung von Hadrians Prätorianerpräfekt Attianus als vermeintliche Verschwörer hingerichtet, angeblich ohne dass der Kaiser davon wusste. Im Gespräch mit Matthieu Galey erläuterte Yourcenar, wie sie sich bei der Abfassung von Hadrians Erinnerungen auch von dessen bewussten oder unbewussten Wahrheitsverfälschungen hatte leiten lassen: „Ich glaube, daß er hinsichtlich seiner Wahl, der Art wie er an die Macht kam, nicht schlecht gelogen hat; er mußte ein wenig mehr wissen, als er darüber gesagt hat. Er hat eine weise Ungewißheit darüber walten lassen.“

### Tellus stabilita
Den drastischen außenpolitischen Kurswechsel gegenüber der Expansionspolitik seines Vorgängers Trajan, für den Hadrian vor allem bekannt ist, lässt Yourcenar ihn vor allem mit einer bedenklich aus dem Gleichgewicht geratenen Lage des Römischen Reiches erklären: „Die Welt, deren Erbe ich antrat, glich einem Mann in der Blüte der Jahre, der, obschon der Arzt ihm unmerkliche Zeichen des Verfalls ansah, noch bei bester Kraft war, eben aber eine schwere Krankheit überstanden hatte. […] Mit einem Strich schrieb ich alle gefährlichen Eroberungen ab, nicht nur Mesopotamien, das wir nicht behaupten konnten, sondern auch das entlegene Armenien, das ich nur als Vasallenstaat behielt. Schwierigkeiten, die eine Friedenskonferenz Jahre hindurch beschäftigt hätten, wenn den Beteiligten daran gelegen gewesen wäre, die Sache in die Länge zu ziehen, beseitigte ich durch die Vermittlung des Kaufmanns Opramoas, der das Ohr des Satrapen hatte. Ich bemühte mich, den Verhandlungen einen Schwung zu geben, den andere erst auf dem Schlachtfeld entwickeln: ich erzwang den Frieden.“
Frieden zu stiften, war in Yourcenars Interpretation aber nicht nur Hadrians außenpolitisches Anliegen, sondern ihm auch im Inneren des Römischen Reiches wichtig. „Den Griechen versuchte ich klarzumachen, daß sie nicht immer die Weiseren waren, den Juden, daß sie die Reinheit nicht gepachtet hätten. […] Die Ordnung an den Grenzen war wertlos, wenn ich nicht den jüdischen Trödler und den griechischen Metzger dahin brachte, miteinander auszukommen.“ Auch wenn es „keiner Weisheit der Welt“ gelingen werde, die Sklaverei abzuschaffen, sondern allenfalls sie umzubenennen, bedurfte sie zumindest „sorgfältiger gesetzlicher Regelung“. So habe er dafür gesorgt, dass Sklaven nicht länger als namenlose Ware behandelt wurden und teils vor Gericht der Folter ausgesetzt waren. „Ich verbot, Sklaven zu entehren […], sie durften fortan weder an Freudenhäuser noch an Gladiatorenschulen verkauft werden.“
Ausführlich nehmen Yourcenars Erinnerungen Hadrians Bezug auf seine Rolle als Vater des Vaterlands (Pater patriae), als der er sich für die wirtschaftliche und kulturelle Entfaltung des Reiches und für sozialen Frieden einsetzte. So hätte er den Reichen für ihre Spendentätigkeit lieber eine andere Richtung gewiesen als die der „öffentlich prunkenden Schenkung“, an der sie am Ende fast alle verdient hätten. „Gern hätte ich gesehen, daß sie ihren Besitz zum Wohle des Gemeinwesens weise mehrten, wie sie es bisher nur ihrer Kinder wegen taten. In diesem Geiste nahm ich die Verwaltung des kaiserlichen Domanialbesitzes persönlich in die Hand. Niemand hat das Recht, mit der Erde umzuspringen wie der Geizhals mit der Goldkiste.“ In diesem Sinne verstand er sich auch als Anreger der öffentlichen Bautätigkeit und als treibende Kraft von Infrastrukturverbesserungen in und außerhalb der Städte. „Die Steuern aus fünfhundert asiatischen Städten waren mir nicht zuviel, um damit Aquädukte in der Troas zu bauen. Karthagos Wasserleitung entschädigte ein wenig für die Punischen Kriege. […] Einen Hafen ausbaggern bedeutete, sich einen schönen Meerbusen zinsbar zu machen.“ Yourcenar zeige einen Kaiser, der sein Reich verschönern, aber auch urban zivilisieren wolle, heißt es bei Brochard und Pinon, einen aufgeklärten und schöpferischen Menschen mit Respekt für den von ihm beherrschten Grund und Boden.
Von 20 Jahren seiner Herrschaft habe er 12 auf Reisen ohne festen Wohnsitz verbracht, erinnert sich Yourcenars Hadrian. „Ich kannte jede Meile unserer Straßen, dieses vielleicht schönsten Geschenkes Roms an den Erdkreis.“ „Auf einen ganzen Winter wurde Londinium durch meine Wahl der tatsächliche Mittelpunkt der Welt, der Antiochia während des Partherkrieges gewesen war. So verschob jede Reise den Schwerpunkt der Macht einmal an den Rhein, einmal an die Themse, und jedes Mal konnte ich erwägen, was für und wider den betreffenden Ort als kaiserliche Residenz sprach.“ Zu dieser Zeit ließ er den Hadrianswall anlegen, eine Mauer, „die die Insel an ihrer engsten Stelle in zwei Teile trennte und so die fruchtbaren und gesitteten Gebiete im Süden gegen Angriffe der nördlichen Stämme sicherte.“ Rom und sein Kaiser, so der Kommentar von Brochard und Pinon, stellten das Zentrum des Reiches nur deshalb dar, weil sie kulturell und geographisch ausstrahlende Wirkung entfalteten. Für Hadrian sei es anscheinend nicht so wichtig gewesen, dass alle Wege nach Rom führten, sondern vielmehr, dass römische Straßen zu allen wichtigen Orten des Reiches führten und so den wahren Sinn der Hauptstadt begründeten.

### Aureum saeculum
Bei einem Aufenthalt in der bithynischen Metropole Nikomedia beginnt für Yourcenar in Hadrians Erinnerungen anlässlich der Begegnung mit Antinoos sein Goldenes Zeitalter. „Alles war leicht geworden, eine göttliche Gemächlichkeit lohnte die Mühen von einst. Das Reisen war ein Spiel, ein wohlvorbereitetes, bedachtsam durchgeführtes Vergnügen. Die unablässige Arbeit empfand ich als Wohltat. Mein Leben, in dem alles so spät kam, die Macht und auch das Glück, sonnte sich im Glanz des hohen Tages, im vollen Licht der mittäglichen Ruhezeit, die jedes Ding vergoldet.“
Als Hadrian, stets in Begleitung des geliebten Jünglings, für längere Zeit wieder in Athen weilte, erschien es ihm, als kehrte er nach Hause zurück. „Ich wagte, an so viel Schönheit Hand anzulegen, um die herrliche Stadt zur Vollendung zu bringen. […] Nach langem Niedergang wuchs Athen wieder und bevölkerte sich; ich verdoppelte seine Ausdehnung und sah längs des Ilissos ein neues Athen vor, eine Stadt des Hadrian neben der des Theseus. […] Meine Arbeiter machten sich ans Werk, so daß Athen zum ersten Male seit den Tagen des Perikles wieder die frohe Erregung rüstigen Schaffens kennenlernte.“
Auch in Rom setzte Hadrian bauliche Akzente, unter anderem mit dem Tempel der Venus und der Roma: „zum ersten Male bekannte sich Rom als Mutter der Liebe, als Quell aller Freuden. Das war einer der Gedanken, die mein Leben beherrschten.“ Hinzu kam das Pantheon, das auf den Ruinen der  Agrippa-Thermen errichtet wurde. Auch Hadrians Motive für diesen Großbau reflektierte Yourcenar: „Mehr und mehr dünkten mich alle Gottheiten in eins verschmolzen, unendlich mannigfache Kundgebungen und Ausflüsse der gleichen Kraft; ihre scheinbaren Widersprüche hoben sich in geheimnisvollem Zusammenklang auf. Der Bau eines Pantheons, eines Tempels für alle Götter, schien mir Pflicht. […] Von dem alten Gebäude war außer der Vorhalle nur noch die Marmorplatte mit ihrer Widmung an das Volk von Rom erhalten; sie wurde so, wie sie war am Giebel des neuen Tempels angebracht. Obwohl der Gedanke dieses Denkmals von mir stammte, lag mir wenig daran, meinen Namen darauf zu verewigen. Im Gegenteil freute ich mich, daß eine mehr als hundertjährige Inschrift es mit den Anfängen des Kaiserreiches, mit der friedlichen Herrschaft des Augustus, verknüpfte. Selbst da, wo ich neu schuf, liebte ich es, alter Überlieferung getreu fortzusetzen.“
Im Verhältnis zu Antinoos vermitteln die Hadrian-Erinnerungen wiederkehrend ein enorm gesteigertes Hochgefühl: „Ich hatte auf Antinous nicht gewartet, um mich als Gott zu fühlen. Doch erst seit er in mein Leben getreten war, steigerte das Schicksal seine Gunst zu schwindelnder Höhe. Es schien, als wetteiferten die Jahreszeiten mit den Dichtern und Musikern, um unser Dasein zum olympischen Fest zu machen.“ Auf etwa fünf Jahre setzte Yourcenar die Dauer des Zusammenseins von Hadrian mit Antinoos an, bevor dieser, gemäß ihrer Deutung, Hadrian das Opfer des Suizids im Nil gebracht und für sich den womöglich gesuchten Ausstieg aus der Rolle des Günstlings gefunden habe, indem er sich dem rollenwidrigen Älterwerden, der Abnutzung der Leidenschaft und den widerlichen Intrigen des Kaiserhofes entzog. „Verächtlich übersah er alle Machenschaften, aber der bittere Zug um den Mund, der ihm blieb, entging dem Blick der Bildhauer nicht“, heißt es in den Hadrian-Memoiren.
Eine tiefe Erschütterung, von Yourcenar nachempfunden, erfasste den Kaiser nach dem Tod des Jünglings am Nilufer: „Ich stieg die schlüpfrigen Stufen hinab: unten lag er, vom schlammigen Strom überspült. […] Der eilends benachrichtigte Hermogenes konnte nur den Tod feststellen. Dieser sonst so gefügige Leib ließ sich nicht wieder wärmen. Wir trugen ihn an Bord. Alles war vorbei und alles erlosch. Der olympische Zeus, der Meister aller Dinge, der Weltenretter, brach zusammen. Ein grauhaariger Mann schluchzte an Deck einer Barke.“ Unmittelbar danach traf Hadrian eine Reihe von Maßnahmen, um den Verstorbenen weiträumig in Erinnerung zu halten. „Hellas und Asien sollten ihn auf unsere Art verehren, mit Spielen, Tänzen und Weihegaben zu Füßen einer weißen, nackten Statue. Ägypten aber, das seinen Todeskampf gesehen hatte, sollte auch an der Apotheose teilhaben, ihn auf ewig einbalsamieren.“ Zudem ging der Kaiser sogleich die Planung einer Stadt unter dem Namen des Antinoos an. „Phlegon hatte die Architekten und Werkmeister meines Gefolges am Flußufer versammelt; in einer Art von hellsichtigem Rausch schritt ich ihnen voran über die steinigen Hügel, erklärte ihnen meinen Plan, die Führung der fünfundvierzig Stadien für die Außenmauer, bezeichnete im Sand die Stelle für Triumphbogen und Grabmal. Hier sollte Antinoë werden“.

### Disciplina augusta
Nach der pompösen Bestattung des Antinoos in Ägypten reiste Hadrian zurück über Syrien mit einem längeren Aufenthalt in Antiochia sowie Kleinasien und Makedonien nach Griechenland, wo er wiederum für länger in Athen weilte, auch um die von ihm gestiftete neue Bibliothek aufzusuchen. „Der Bau war mit allem versehen, was Ruhe und stille Versenkung fördert“, heißt es in Yourvcenars Hadrian-Memoiren, „mit behaglichen Sitzen, einer Heizanlage, die den Anforderungen des oft strengen Winters entsprach, bequemen Treppen, die empor zu Galerien führten, wo die Bücher aufbewahrt wurden. […] Ich fühlte immer mehr das Bedürfnis, die alten Manuskripte zu sammeln und zu erhalten und gewissenhafte Kopisten mit neuen Abschriften zu betrauen. […] Sagte ich mir doch, wie leicht die Gedanken, die diese zarten Gebilde aus Faser und Tinte uns vermittelten, für immer verloren gehen könnten: man brauchte nur an Kriege zu denken, die darauf folgende Verarmung, eine Zeit der Unwissenheit und Verwilderung unter irgendeinem schlechten Herrscher. Jeder, der das Glück hat, mehr oder weniger zu den Nutznießern dieses großen Vermächtnisses zu gehören, ist meiner Ansicht nach der Menschheit gegenüber verpflichtet, es als anvertrautes Gut sorgsam zu hüten.“
Ungeachtet seines Philhellenismus zeigte Hadrian in den Memoiren Wertschätzung auch für die römische Wesensart. Der „schwere Ernst Roms“, sein Sinn für Stetigkeit und sein Hang zum Gegenständlichen seien unentbehrlich gewesen, um zu verwirklichen, „was in Hellas nie über schöne Ansätze des Geistes und der Seele“ hinausgelangt sei. „Hatte Platon seine Politeia geschrieben und den Gedanken der Gerechtigkeit gepriesen, so blieb es uns überlassen, den Staat zum Werkzeug zu gestalten, das dem Menschen nach Möglichkeit diente, ohne ihn zu brechen. […] Ausdauernder Fleiß und Ernst, jene Sorgfalt im einzelnen, die ausgleicht, was dem Gesamtplan Allzukühnes anhaften mag, das sind doch Tugenden, die ich in Rom gelernt habe. Es kam auch vor, daß die große, schwermütige Landschaft Vergils dämmernd und tränenverschleiert mir vor die Seele trat; versenkte ich mich tiefer, war Hispaniens brennende Trauer um mich und die Leidenschaft seiner großartigen Öde. Wieviel Tropfen keltischen, iberischen, womöglich punischen Blutes mochten eingesickert sein in die Adern der Siedler des römischen Munizipiums Italica; ich besann mich darauf, daß mein Vater Africanus benannt war. Griechenland hatte mit geholfen, diese ungriechischen Elemente richtig zu erkennen.“
In Fragen der Religion und des Kultes war Hadrian nicht sonderlich engagiert und ließ vieles gelten, auch was Juden und Christen betraf, solange deren Monotheismus sich nicht gegen das römische Herrschaftssystem und den Kaiser richtete. Eine ihm zugegangene Verteidigungsschrift des christlichen Bischofs Quadratus von Athen nahm Hadrian gemäß den Memoiren zum Anlass, Erkundigungen auch über Jesus von Nazareth, den Gründer dieser Sekte, einzuholen. „Es scheint, als habe dieser Weise Vorschriften hinterlassen, die denen des Orpheus ziemlich ähneln, mit dem ihn denn auch seine Jünger zuweilen vergleichen. Selbst aus der ungewöhnlich seichten Prosa des Quadratus sprach mich der ergreifende Zauber dieser Kleineleutetugenden an, ihre Sanftmut, Einfalt und gegenseitige Hingabe. All dies ähnelte jenen Bruderschaften sehr, wie sie Sklaven oder Arme zu Ehren unserer Götter so ziemlich überall in den dicht bevölkerten Vorstädten gründeten.“
Über das Judentum lässt Yourcenar den Kaiser äußern, dass es im Prinzip seinen Platz unter den Religionen des Reiches einnehme, Israel sich aber tatsächlich seit Jahrhunderten weigere, ein „Volk unter den Völkern mit einem Gott unter den Göttern“ zu sein. „Kein anderer Gott verlangt von seinen Anhängern, daß sie alle, die vor anderen Altären beten, verachten und hassen. Um so mehr lag mir daran, Jerusalem zu einer Stadt zu machen wie andere auch, wo verschiedene Rassen und verschiedene Religionen in Frieden nebeneinander bestehen können. Leider übersah ich, daß im Kampf zwischen Glaubenswahn und gesundem Menschenverstand dieser nur selten die Oberhand gewinnt. Die Geistlichkeit nahm daran Anstoß, daß in den neu eröffneten Schulen das griechische Alphabet gelehrt wurde.“ In der Folge sei es zum Bar-Kochba-Aufstand gekommen, der mit dem Einsatz römischer Legionen zu einem gnadenlosen Krieg geführt habe. „Ich empfand, daß ich in dieser Zeit der Heimsuchung nach Judäa gehörte, ins Feldlager. […] So bedaure ich es nicht, die letzten tätigen Jahre meines Lebens hindurch alle Mühsal und Bitterkeit des Feldzugs in Palästina mit den Legionen geteilt zu haben.“
Zum Problem der Vorsorge für die eigene Herrschaftsnachfolge bemerkt Yourcenars Hadrian: „Ich habe aus meinen Vorzügen das Beste gemacht und aus meinen Fehlern Nutzen gezogen, aber darauf, mich weiterzuvererben, lege ich keinen Wert. […] Die meisten Männer, die in der Geschichte etwas bedeuteten, hinterließen mittelmäßige, wenn nicht arge Sprößlinge; in ihnen erschöpfte sich, so scheint es, die Kraft des Geschlechtes. […] Glücklicherweise ist, soweit unser Staat eine Regel für die Nachfolge herauszubilden fähig war, die Adoption zu dieser Regel geworden, und darin sehe ich römische Weisheit. […] Schön ist es, daß der Mann, der sich in der Leitung der Weltgeschäfte bewährt hat, seinen Nachfolger aussucht, daß dieser folgenschwere Entschluß, sein letztes Vorrecht, zugleich der letzte Dienst ist, den er dem Staate erweist.“ An den Brief- und Memoiren-Adressaten Mark Aurel gerichtet sind die Worte: „Verus, Verissimus: dein Name lockte zum Wortspiel; und vielleicht bist du wirklich der einzige, der mich nie belogen hat. […] Ich habe das Notwendige veranlaßt, daß Antoninus dich adoptieren wird; unter dem neuen Namen, den du eines Tages in der Liste der Kaiser tragen wirst, bist du fortan mein Enkel. Ich glaube, so den Menschen die einzige Aussicht zu bieten, die sie je haben werden, den Traum Platos Wirklichkeit werden zu lassen, nämlich einen Philosophen mit reinem Herzen über sich herrschen zu sehen. […] Du liebst mich nicht sehr; deine Sohnesneigung wendet sich eher Antoninus zu; in mir witterst du eine Weisheit, die der von deinen Lehrern verkündeten zuwiderläuft, in meiner Hingabe an die Sinne eine Lebensauffassung, die der Strenge der deinigen entgegengesetzt ist, so sehr sie ihr dennoch entspricht. Das macht nichts; es ist nicht nötig, daß du mich verstehst. Es gibt mehr als eine Weisheit, und alle braucht sie die Welt; daß sie einander ablösen, ist gar nicht schlecht.“

### Patientia
Die letzte Lebensphase verbrachte der nun zunehmend hinfällige Hadrian, wenn er in Rom entbehrlich war, zurückgezogen in der Villa Adriana, die er kunsthandwerklich reich hatte ausstatten lassen. „In schlaflosen Nächten durchstreifte ich die Gänge der Villa […] Im Vorbeigehen betrachtete ich einen Satyr des Praxiteles, blieb vor einer Statue des Toten stehen; in jedem Raum, in jedem Säulengang war eine. […] Ich wollte das Weiß des Marmors nicht sehen, schob es im Geiste beiseite, als sei es ein Vorhang, hinter dem ich, so gut es ging, zur lebendigen Form zurückzufinden suchte, vom starren Stein zum Fleisch. […] Doch schwiegen mir die großen Steinbilder, sie glichen Gespenstern.“ Der Skulptur kommt in Yourcenars Werk laut Markus Messling eine starke symbolische Bedeutung zu. Als steinerne Ausformung des menschlichen Körpers und den Einflüssen der Zeitläufte ausgesetzt, stehe sie für mehr als ein rein historisches Objekt und werde zu einer Modellfigur, von der aus die Schriftstellerin ihre poetisch-philosophische Vision der Zeit und der menschlichen Existenz vermittle. Wie die Skulptur im Laufe der Zeit von den Naturelementen zersetzt werde, unterliege auch der Mensch dem zeitlichen Verfall, der sein Werk verschlinge. Doch wie die Absicht des Bildhauers sich noch in den Überresten einer klassischen Statue zeige, ergebe sich aus der Reihe der fortschreitenden Verfallserscheinungen das Wesen der menschlichen Existenz. Die Vergangenheit erscheine so als ein Spiegelbild der unveränderlichen menschlichen Natur. In diesem Sinne wende sich die Zeitlichkeit im Werk Marguerite Yourcenars ins Universelle.
Während Yourcenars Hadrian – etwa in Übereinstimmung mit Trajans Gattin Plotina – mitunter Sympathien für den Epikureismus bekannt hatte, folgte er im Umgang mit dem bevorstehenden Tod den Lehren der Stoa. „Ich habe seinerzeit dem Philosophen Euphrates erlaubt, Selbstmord zu begehen. Nichts einfacher als das: ein Mensch hat das Recht zu entscheiden, von wann ab sein Leben aufhört, Wert zu haben. Damals wußte ich nicht, daß der Tod zum Gegenstand blinder Leidenschaft werden kann, zu einer Sucht wie die Liebe. Ich hatte die Nächte nicht vorausgesehen, in denen ich den Gurt um den Dolch wickeln mußte, um mich zu zwingen, zweimal zu überlegen, ehe ich mich seiner bediente. […] Das von mir selbst erlassene Gesetz verbot den Soldaten den freiwilligen Abgang, den ich dem Weisen zugestand; ich hielt mich für ebensowenig berechtigt, zu desertieren, wie den ersten besten Legionär.“
An der Schwelle zum Tod, so die Erinnerungen, habe der Kaiser wieder Traumerlebnisse gehabt wie in früheren Jahren, wo er sie aufgezeichnet und mit Priestern, Philosophen und Astrologen besprochen habe. „Sollte diese Welt der Larven und Schemen, wo Seichtheit und Aberwitz noch üppiger wuchern als auf der Erde, uns eine Vorstellung von der Lage der Seele geben, die sich vom Leibe gelöst hat, werde ich wohl meine Ewigkeit damit verbringen, daß ich mich nach der Menschenvernunft zurücksehne, wie sie so herrlich die Sinne regiert, die Anschauungen zurechtrückt. Gleichwohl versinke ich nicht ungern in den eitlen Gefühlen der Träume; für einen Augenblick offenbaren sich mir dort gewisse Geheimnisse, um bald wieder zu verschwinden; ich trinke an den Quellen.“
Der zur Erleichterung seiner Atemnot in die Seeluft von Baiae gebrachte Hadrian scheint mit seinem Schicksal am Ende im Reinen: „Ich schätze mich glücklich, daß die Krankheit mich bis zuletzt bei klarem Verstande ließ; ich bin froh, daß mir die Prüfung des hohen Alters erspart blieb, daß ich diese Verhärtung, diese Starre, dies Eintrocknen nicht zu erleben brauchte und diese grauenhafte Wunschlosigkeit. […] Alles ist fertig. Der Adler, der die Seele des Kaisers zu den Göttern zu tragen bestimmt ist, wird für die Trauerfeier bereitgehalten.“ An einem frostigen Dezemberabend 1950 auf Mount Desert Island, so Yourcenar in ihren Werknotizen, habe sie versucht, „die erstickende Hitze eines Julitages im Baiae des Jahres 138 nachzuempfinden: das Gewicht der Decke auf geschwollenen, müden Beinen, das leise Rauschen eines gezeitenlosen Meeres, das dann und wann an das Ohr des vom Toben seines Todeskampfes beanspruchten Menschen schlägt. Ich habe versucht, bis zum letzten Schluck Wasser, dem letzten Mißbehagen, dem letzten Bild mitzugehen. Der Kaiser hatte nur noch zu sterben.“
Enden lässt Yourcenar Hadrians Erinnerungen mit jenem Gedicht des Kaisers, dessen Eingangszeile über seiner Grabkammer zu lesen sein würde: „Seelchen, freundliches, wanderlustiges Seelchen, Gefährtin meines Leibes, der dir Gastfreundschaft bot, jetzt geht es hinab in jene bleichen, herben, kahlen Gefilde, wo du den Spielen entsagen mußt, die du liebtest. Verweile noch einen Augenblick, betrachten wir noch einmal die vertrauten Ufer und die Dinge, die wir wohl nie wieder sehen werden.“ Dem Originalgedicht setzt Yourcenar ihren eigenen bezeichnenden Schluss hinzu: „Wir wollen versuchen, sehenden Auges in den Tod einzugehen.“

## Rezeption
Die Kritiken nach der Erstveröffentlichung der Hadrian-Memoiren auf Französisch waren laut Savigneau einhellig positiv und die Reaktionen von Schriftstellerkollegen schmeichelhaft. In einer ersten ausführlichen Rezension sprach der Schriftsteller und Literaturkritiker Jean Ballard von einem großen Werk. „Stilhöhe und Gedankentiefe sind sich in ihrer hohen Qualität ebenbürtig. Eine bewundernswerte Sprachsicherheit, ein untrüglicher Instinkt für Effekte vermitteln zusammen einen harmonischen Eindruck von Noblesse des Erzählflusses, der in den schwierigen Erkenntnissen nicht ins Strudeln, noch in den Augenblicken des Stolzes ins Überschäumen kommt.“
Thomas Mann urteilte in einem Brief an Claire Goll: „Ihr Frauen seid zuweilen erstaunlich. Da ist, auch in New York, aber französisch schreibend, eine gewisse Marguerite Yourcenar, die hat Memoiren des Kaisers Hadrian verfasst – von einer bis zur Vexation gehenden Echtheit der Fiktion, übrigens wissenschaftlich gewaltig fundiert. Kennen Sie das Buch? Es ist das schönste, das mir seit langem vorgekommen.“ William Styron erklärte, wie sehr ihm die Erzählkraft Yourcenars bei der Abfassung seines Romans Die Bekenntnisse des Nat Turner geholfen habe; und Christoph Ransmayr hätte nach eigenem Bekunden seinen Ovid-Roman Die letzte Welt ohne die Erinnerungen des Kaisers Hadrian nie geschrieben.
Fritz Jaffé, der die Erinnerungen Hadrians ins Deutsche übertrug, befand: „Bei aller gewahrten Latinität bleibt diese Stimme im ewig gültigen Sinne immer modern. Der Brückenschlag zwischen zwei Zeitaltern ist hier in seltener Vollendung geglückt.“ Dietrich Gronau hebt hervor: „Die Faszination, die trotz oder eher wegen der hohen Konzentrationsforderung an den Leser von diesem Roman ausgeht, liegt vor allem an der durch die Sprache hervorgebrachten magischen Wirkung der Zeitlosigkeit.“ Ein hinsichtlich Thema (Humanismus antiker Prägung) und Form (Verwischung von Monolog, Dialog und indirektem Kommentar) vergleichbares Werk sieht Gronau in dem Roman Der Tod des Vergil von Hermann Broch.
Durch eigene Vorschläge zur kritischen Analyse, die sie öfter beisteuerte, so Cécile Brochard und Esther Pinon in ihrer Studie, beeinflusste und kontrollierte Yourcenar bei Lebzeiten die Rezeption ihres Werkes. Sie habe so auch Schwächen Hadrians aufgezeigt, bis hin zu Momenten, in denen er in den Erinnerungen gelogen habe. Als ebenso reflexionsträchtiges wie erzählerisches Werk hätten die Memoiren hinreichend Weite, um ein ganzes Reich zu umfassen, und genügend Höhe oder Tiefe, um Zukunft und Erinnerung zu verbinden. Die Geschichte dieses Menschen in seinem Reich sei auch die Geschichte des Individuums im Weltganzen.

### Ausgaben
- Marguerite Yourcenar : Mémoires d’Hadrien, Plon, Paris 1951.
- Marguerite Yourcenar: Ich zähmte die Wölfin: Die Erinnerungen des Kaisers Hadrian, deutsch von Fritz Jaffé, Deutscher Taschenbuch Verlag, 19. Auflage, München 1999, ISBN 3-423-12476-8.

### Darstellungen
- Cécile Brochard et Esther Pinon: L’extase lucide. Étude de Mémoires d’Hadrien. Presses universitaires de Rouen et du Havre, Mont-Saint-Aignan 2014, ISBN 979-10-240-1026-7.
- Dietrich Gronau: Marguerite Yourcenar. Wanderin im Labyrinth der Welt. Heyne, München 1992, ISBN 3-453-06079-2.
- Josyane Savigneau: Marguerite Yourcenar. Die Erfindung eines Lebens. Aus dem Französischen von Rolf und Hedda Soellner. Hanser, München und Wien 1993, ISBN 3-446-16285-2.
- Marguerite Yourcenar: Les Yeux ouverts. Entretiens avec Matthieu Galey. Editions du Centurions, Paris 1980, ISBN 978-2-253-02825-3.